# جنگل با ارزش حفاظتی بالا
جنگل با ارزش حفاظتی بالا (به انگلیسی: High conservation value forest (HCVF))، یک نوع مدیریت جنگل در شورای سرپرستی جنگل (FSC) است که برای توصیف جنگل‌هایی که معیارهای تعریف‌شده توسط اصول FSC و معیارهای نظارت بر جنگل را برآورده می‌کنند، استفاده می‌شود.

## معیارها
به‌طور خاص، جنگل‌های با ارزش حفاظتی بالا آنهایی هستند که دارای یک یا چند ویژگی زیر باشند:
1. مناطق جنگلی دارای اهمیت در سطح جهانی، منطقه‌ای یا ملی: غلظت ارزش‌های تنوع زیستی (مانند بومی، گونه‌های در خطر انقراض، پناهگاه‌ها) و/یا جنگل‌های بزرگ در سطح چشم‌انداز، در داخل یا شامل واحد مدیریت، که در آن جمعیت‌های قابل دوام بیشتر گونه‌های طبیعی، اگر نه همه گونه‌های طبیعی، در الگوهای طبیعی پراکندگی و فراوانی وجود دارند.
2. مناطق جنگلی که در یا دارای اکوسیستم‌های نادر، در معرض تهدید یا در معرض خطر هستند.
3. مناطق جنگلی که خدمت اولیه طبیعت را در شرایط بحرانی ارائه می‌دهند (مانند حفاظت از حوزه آبریز، کنترل فرسایش).
4. مناطق جنگلی اساسی برای برآوردن نیازهای اساسی جوامع محلی (مانند اقتصاد معیشتی، بهداشت) و/یا برای هویت فرهنگی سنتی جوامع محلی بسیار مهم است (مناطق با اهمیت فرهنگی، بوم‌شناختی، اقتصادی یا مذهبی که با همکاری چنین جوامع محلی شناسایی شده‌اند).[۱]